# Embajada de Cuba en Rusia
La Embajada de Cuba en Rusia es la misión diplomática de la República de Cuba en la Federación Rusa. Se encuentra en el número 66 de la calle Bolshaya Ordynka en el Distrito Yakimanka de Moscú. El Embajador Extraordinario y Plenipotenciario desde 2020 es Julio Garmendía Peña.

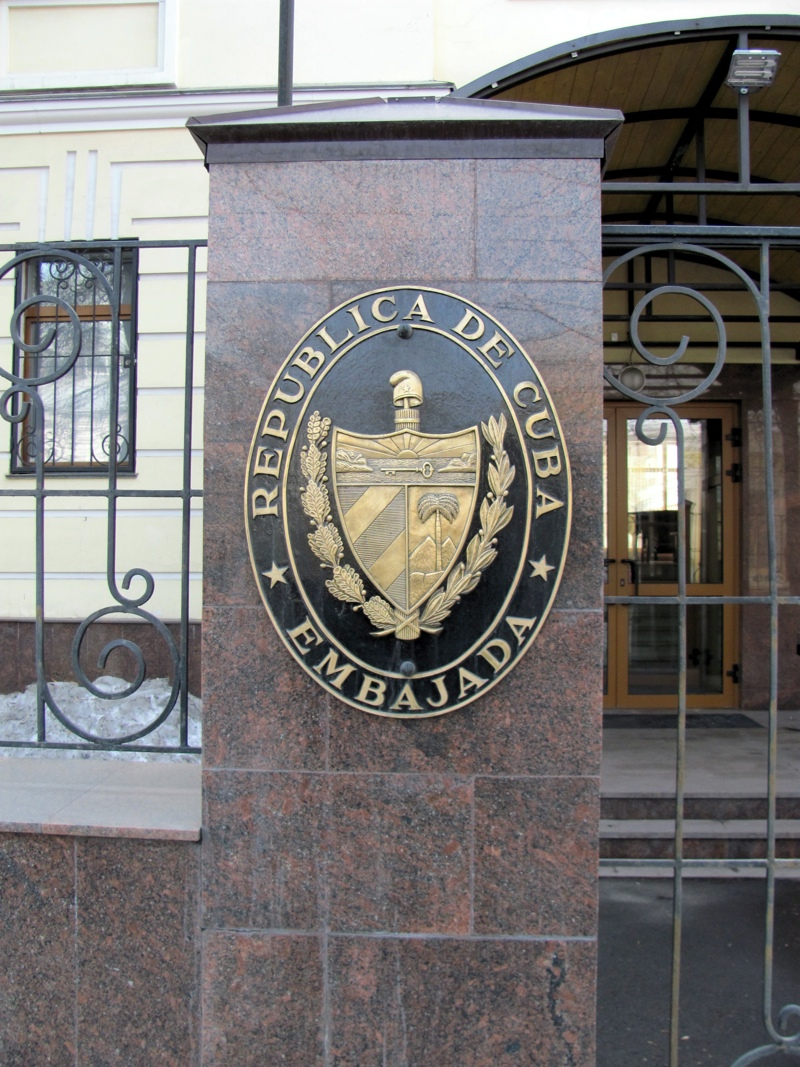
Detalle del cartel de la embajada.

La embajada suele realizar actos y celebraciones junto a los cubanos residentes en Rusia.